# Ільза Гесс
Ільза Гесс, уроджена Прель (нім. Ilse Heß (Pröhl); 22 червня 1900, Ганновер — 7 вересня 1995, Лілієнталь) — дружина Рудольфа Гесса. Переконана націонал-соціалістка, член НСДАП з 1921 року. Опублікувала кілька книг листування з чоловіком, який відбував довічне ув'язнення у в'язниці Шпандау.

## Біографія
Ільза народилася в сім'ї заможного Ганноверського лікаря Фрідріха Преля, який дотримувався націонал-консервативних поглядів. Батько Ільзи загинув під час Каппського путчу. Мати вийшла заміж вдруге за художника-портретиста Карла Горна, який очолював Бременську академію мистецтв.
Ільза вступила в Мюнхенський університет, ставши однією з перших студенток, і вивчала германістику і бібліотечну справу. Познайомилася з Рудольфом Гессом в квітні 1920 року в Мюнхені, коли готувалася до вступу в університет. Вони проживали в одному пансіоні Шільдберга в мюнхенському районі Швабінг. Весною 1920 року Гесс запросив Ільзу на одне із зібрань, де виступав Адольф Гітлер. За словами Ільзи, ідеї Гітлера справили на неї незабутнє враження. У 1921 році Ільза відповідно до своїх переконань вступила в НСДАП і стала для майбутнього чоловіка «політичним секретарем». У 1955 році Ільза Гесс зізналася, що зіграла велику роль в зміцненні майже магічної прихильності Гесса до Гітлера. Ільза відвідувала Гесса в Ландсбергській в'язниці, після його звільнення займалася разом з Гессом редагуванням «Моєї боротьби». Рудольф Гесс не форсував відносини з Ільзою, незважаючи на її захоплення ним. Саме Гітлер підштовхнув свого особистого секретаря Гесса до одруження з Ільзою, яке відбулогся 20 грудня 1927 року в Мюнхені. Гітлер виступив свідком нареченого і став хрещеним батьком єдиного сина Гесса Вольфа Рюдігера, який народився 18 листопада 1937 року.
Після приходу до влади націонал-соціалістів Гесси оселилися в розкішному будинку в Гарлахінгене. Ільза обзавелася обслугою, особистим водієм і двома секретарями для обробки її кореспонденції, супроводжувала чоловіка на великих партійних заходах. Фотографії Ільзи Гесс з сином регулярно з'являлися на сторінках газет. Після перельоту Гесса в Шотландію Ільза з сином виїхала з Мюнхена в Бад-Гінделанг і, незважаючи на те, що сталося, користувалася підтримкою і захистом Гітлера, який призначив їй щомісячну пенсію в 1100 райхсмарок. 3 червня 1947 року Ільза Гесс, як і інші дружини нацистських злочинців, засуджених на Нюрнберзькому процесі, була заарештована і відправлена в табір в Аугсбурзі. Її звільнили 24 березня 1948 року, вона переїхала в Альго, де в 1955 році відкрила пансіон.
Ільза Гесс залишалася переконаною націонал-соціалісткою. Вона зберігала відданість Гітлеру до смерті, брала участь в роботі організації «Тиха допомога» і публікувала переписку з ув'язненим чоловіком, який, тим не менш, до 1969 року відмовлявся від побачень з сім'єю. З 1949 року Ільза Гесс листувалася з Вініфред Вагнер, яка також зберегла вірність ідеалам націонал-соціалізму.
Після смерті була похована поряд із чоловіком на лютеранському кладовищі в Вунзіделі. Могила Гессів була ліквідована в 2011 році за рішенням церковної ради.